# IThenticate
iThenticate（アイセンティケイト）は、iParadigms, LLCが提供する法人市場向けの剽窃盗作の検出サービスであり、TurnitinおよびPlagiarism.orgのWebサイトも運営している。 このサービスは2004年に開始された。カリフォルニア州オークランドに本社を置くこのサービスは、「出版社、通信社、企業、法律事務所、政府機関」を対象としている。2007年現在、そのクライアントには世界保健機関、国連、世界銀行が含まれている。 
iThenticateは剽窃や盗作の検出サービスとして最もよく知られているが、ユーザーベースとの共同作業により、多くの新しい使用例が生まれた。盗作の検出を除いて最も目立つサービスは、知的財産の保護とドキュメント対ドキュメントの分析である。iThenticateでは、コンテンツ管理システム（content management system, CMS）および原稿追跡システム（manuscript tracking system, MTS）との統合も可能。
CrossCheck Powered by iThenticate は、著名な科学、技術、および医療出版社のコミュニティであるCrossRefと共同で開発された、iThenticateサービスのブランドを変更したバージョンである。 CrossCheckは、2008年に出版イノベーションのための学習および専門学会出版協会賞（Association for Learned and Professional Society Publishers）を受賞した。 
Hartford Courantでの2004年の注目度の高い事件に続き、同社はiThenticateを購読契約した。その後、同社は他の新聞社を招待したが、これらの購読者の機密性は維持すると述べた。 
同社は2006年7月2日に記事を掲載しニューヨークポストがiThenticateソフトウェアがアン・コールターの著書であるGodlessで盗作のいくつかの箇所を発見したと報告した 。 コールターのシンジケーターと彼女の出版社は、いずれもこれらの主張を拒否し、無責任だと説明、一般的な主題の最小限のテキスト一致は盗作ではない、と述べた。 